# フッ化水素レーザー
フッ化水素レーザー(フッかすいそレーザー)とは赤外線を放射する化学レーザーである。出力はメガワット規模に達する。
フッ化水素レーザーは波長が2.7～2.9µmである。この波長は大気によって吸収されるので、真空環境で使用しなければ減衰が激しく、射程が制限される。しかし、水素を重水素に置き換えたフッ化重水素レーザーの波長は3.8μmであり、こちらは地上での使用が可能である。
フッ化水素レーザーは構造的にロケットエンジンに類似する。燃焼室内部で、エチレンが三フッ化窒素中で燃やされ、この反応により3つの励起されたフッ素フリーラジカルが生じる。ノズルの直後で、ヘリウムと水素または重水素との混合ガスが排気中に噴射され、(重)水素がフッ素ラジカルと反応して励起されたフッ化(重)水素分子を生じる。そして、励起された分子が光共振器の中で誘導放出を行ない、レーザーを得る。
フッ化重水素レーザーはレーザー核融合による宇宙機の推進への利用が検討されている。
また、軍用として戦術高エネルギーレーザーとしてミサイルの迎撃への研究が進められている。